# Куадрас, Карлос
Карлос Куадрас Кироа (англ. Carlos Cuadras Quiroa; род. 24 августа 1988, Гуамучиль, Синалоа, Мексика) — мексиканский боксёр-профессионал, выступающий во второй наилегчайшей, в легчайшей, и во второй легчайшей весовых категориях. Чемпион Панамериканских игр (2007) в весе до 54 кг в любителях. Среди профессионалов бывший чемпион мира по версии WBC (2014—2016) во 2-м наилегчайшем весе.

## Любительская карьера
- 2003. Чемпион юношеских панамериканских игр в Мехико, Мексика в весовой категории до 48 кг. В финале победил Луиса Гуаминса (Эквадор).
- 2004. Серебряный призёр панамериканских игр среди кадетов в Колорадо-Спрингс, США в весовой категории 52 кг. В финале проиграл Ригоберто Фигероа (Пуэрто-Рико) 12-14.
- 2005. Чемпион Международных юношеских Олимпийских игр в городе Браунсвилл, США (до 52 кг.) Победил Шона Никола (США) 14-12 и Майкла Гильена (Пуэрто-Рико) RSC-OS 2.
- 2007. Бронзовый призёр квалификационного турнира на панамериканские игры в Баркисимето, Венесуэла (до 54 кг.) Победил Хорхе Диаса (Пуэрто-Рико) 34-15, Проиграл Роберту Маррокину (США) 23-26.
- 2007. Чемпион панамериканских игр в Рио-де-Жанейро, Бразилия, (до 54 кг.) Победил Рамиро Рохас (Колумбия) 13-7, Джеймса Дина Перейра (Бразилия) 20-15, Клаудио Марреро (Доминиканская Республика) 15-11.
- 2007. Участник Чемпионат мира в Чикаго, США (до 54 кг.) Победил Шен Синь Ли (Китай, Тайбэй) RSC-OS 3. Проиграл Джо Мюррею (Англия) 19-28.
- 2007. Бронзовый призёр национального Чемпионата Мексики (до 54 кг.) Проиграл Оскару Вальдесу.

## Профессиональная карьера
Куадрас дебютировал на профессиональном ринге в мае 2008 года. С высокой периодичностью побеждал своих оппонентов преимущественно нокаутом. Выступал в основном во втором легчайшей (до 55,3) и легчайшей (до 53,5) весовых категориях.
В 2010 году завоевал интерконтинентальный молодёжный титул по версии WBC во второй наилегчайшей весовой категории (до 52,2 кг).
В сентябре 2011 года нокаутировал мексиканца Джонни Гарсию и завоевал континентальный титул Америки по версии WBC.
В 2012 году нокаутировал филиппинца Рональда Барреру и завоевал серебряный титул чемпиона мира по версии WBC. В 2013 году защитил титул нокаутом в бою с мексиканцем Виктором Залетой.
31 мая 2014 года Карлос Куадрас победил техническим решением судей тайского боксёра Срисакета Сор Рунгвисаи и стал новым чемпионом мира по версии WBC во втором наилегчайшем весе (до 52,2 кг).
4 апреля 2015 года в бою за титул чемпиона мира по версии WBC выиграл единогласным решением судей у панамца Луиса Консепсьона и защитил титул.
10 сентября 2016 года уступил Роману Гонсалесу единогласным решением судей, потерпел первое поражение в профессиональной карьере и потерял титул чемпиона мира по версии WBC.
23 октября 2020 года получил первое досрочное поражение техническим нокаутом в 11 раунде от соотечественника Хуана Франсиско Эстрады (40-3), в бою за титул чемпиона мира по версии WBC (2-я защита Эстрады) во 2-м наилегчайшем весе.
5 февраля 2022 года проиграл молодому американскому проспекту Джесси Родригесу (14-0) в поединке за вакантный титул WBC во 2-м наилегчайшем весе. Родригес выходил на бой срочной заменой, изначально с Куэдрасом должен был боксировать таец Срисакета сор Рунгвисаи. Начало боя осталось за более молодым Родригесом. В 3-м раунде он смог послать Куэдраса в нокдаун правым апперкотом. Середина боя была максимально конкурентная за счёт активной работы мексиканца вблизи, но чемпионские раунды снова оказались за Родригесом ввиду прессинга. Счёт судей: 117—110 дважды, 115—112 Родригесу.  
17 ноября 2023 года в Ташкенте (Узбекистан) прошёл бой за звание «временного» чемпиона во втором наилегчайшем весе. Куадрас сразился с Педро Геварой (40-3-1, 22 КО). Гевара чаще попадал и больше накидывал ударов, Куэдрас имел более весомые попадания. Он смог послать Гевару во 2-м и 6-м раунде в нокдауны. Судейский счёт объявляли после каждых 4-х раундов. Гевара уступал на двух картах со счётом 78-72 и 77-73. У третьего судьи ничья 75-75. Концовка прошла конкурентно. Счёт судей раздельный: 115—111, 111—115 и 116—110. Победа Куэдроса который становится временным чемпионом WBC.
Следующий бой провел только через год, 7 декабря в Мексике в городе Несауалькойотль. Победил соотечественника Хуана Рамиреса (16-9, 9 КО). Счёт судей составил: 78—74, 80—72 и 78—74 Куадрасу единогласно.
15 мая 2025 года в Тескоко (Мексика) в главном бое вечера победил по очкам 29-летнего соотечественника Луиса Гузмана Торреса (12-5). Боу продлился всю отведенную дистанцию и закончился конкурентной победой Куэдраса: 98—92, 96—94 дважды.

## Статистика профессиональных боёв
В таблице перечислены результаты всех поединков боксёров.
В каждой строке указан результат поединка. Дополнительно номер поединка обозначен цветом, который обозначает итог поединка. Расшифровка обозначений и цветов представлена в нижеследующей таблице.
| Пример | Расшифровка                     |
| ------ | ------------------------------- |
|        | Победа                          |
|        | Ничья                           |
|        | Поражение                       |
|        | Планируемый поединок            |
|        | Поединок признан несостоявшимся |
| КО     | Нокаут                          |
| ТКО    | Технический нокаут              |
| PTS    | Решение судей (по очкам)        |
| UD     | Единогласное решение судей      |
| MD     | Решение большинства судей       |
| SD     | Раздельное решение судей        |
| RTD    | Отказ от продолжения боя        |
| DQ     | Дисквалификация                 |
| NC     | Поединок признан несостоявшимся |

| 50 поединков, 44 победы (28 нокаутом), 1 ничья, 5 поражений. | 50 поединков, 44 победы (28 нокаутом), 1 ничья, 5 поражений. | 50 поединков, 44 победы (28 нокаутом), 1 ничья, 5 поражений. | 50 поединков, 44 победы (28 нокаутом), 1 ничья, 5 поражений. | 50 поединков, 44 победы (28 нокаутом), 1 ничья, 5 поражений. | 50 поединков, 44 победы (28 нокаутом), 1 ничья, 5 поражений. | 50 поединков, 44 победы (28 нокаутом), 1 ничья, 5 поражений.                            | 50 поединков, 44 победы (28 нокаутом), 1 ничья, 5 поражений. |
| Бой                                                          | Рекорд                                                       | Дата боя                                                     | Соперник                                                     | Место проведения боя                                         | Раундов, время                                               | Дополнительно                                                                           |                                                              |
| ------------------------------------------------------------ | ------------------------------------------------------------ | ------------------------------------------------------------ | ------------------------------------------------------------ | ------------------------------------------------------------ | ------------------------------------------------------------ | --------------------------------------------------------------------------------------- | ------------------------------------------------------------ |
| 44                                                           | 39-4-1                                                       | 23 октября 2020                                              | Хуан Франсиско Эстрада (40-3)                                | Gimnasio TV Azteca, Мехико, Мексика                          | TKO 11 (12)                                                  | Бой за титул чемпиона мира по версии WBC (2-я защита Эстрады) во 2-м наилегчайшем весе. |                                                              |
| Бой                                                          | Рекорд                                                       | Дата боя                                                     | Соперник                                                     | Место проведения боя                                         | Раундов, время                                               | Дополнительно                                                                           |                                                              |